# Mangabka siwolica
Mangabka siwolica (Lophocebus albigena) – gatunek ssaka naczelnego z podrodziny koczkodanów (Cercopithecinae) w obrębie rodziny koczkodanowatych (Cercopithecidae). Gatunek ten narażony jest na wyginięcie, liczebność jego populacji ciągle spada.

## Występowanie
Zamieszkuje lasy równikowe Afryki Środkowej, głównie na terenie Konga, Gabonu oraz Demokratycznej Republiki Konga. Preferuje tereny nizinne, jednak można je spotkać nawet na wysokości do 1600 m n.p.m. Przebywają głównie w koronach drzew, na ziemię schodzą głównie po wodę.

## Charakterystyka

### Wygląd
Osiągają zwykle 50–55 cm długości ciała oraz długi ogon o długości około 80 cm. Ważą od 5,5 do 7,7 kg. Mają różne ubarwienie w odcieniach szarości, beżu oraz brązu. Ich twarz zazwyczaj jest czarna i słabo owłosiona. dymorfizm płciowy wyraża się w rozmiarach, samice są nieco mniejsze niż samce.

### Dieta
Ponieważ żyją głównie w koronach drzew, tam szukają pożywienia. Żywią się głównie roślinnością: owocami, nasionami oraz młodymi pędami. Dzięki dobrze rozwiniętym siekaczom mogą rozłupywać twarde orzechy.
Jednak w ich diecie występują także bezkręgowce. Silne samce czasami polują także na małe ssaki.

### Tryb życia
Żyją w grupach 6–18 osobników. W jednym stadzie jest jeden samiec alfa. Grupa zajmuje obszar od 13 do 26 hektarów. W poszukiwaniu żywności dziennie przemierzają od 500 do 2250 metrów. Żyją około 10 lat.

### Rozmnażanie
Ciąża trwa około 180 dni i zwykle rodzi się jedno młode. Okres godowy trwa cały rok jednak znacznie częściej młode rodzą się w listopadzie oraz grudniu.
Samice osiągają dojrzałość płciową w wieku około 3 lat. Jest to wcześniej niż u samców, które dojrzałe są po 4,5 do 7 lat.

## Taksonomia
Wyróżnia się trzy podgatunki:
- L. a. albigena (Gray, 1850)
- L. a. osmani (Groves, 1978)
- L. a. johnstoni (Lydekker, 1900)

Dawniej za podgatunki mangabki siwolicej uznawane były: mangabka czarna (L. aterrimus) i mangabka czubata (L. opdenboschi), mające obecnie status osobnych gatunków.